# John Ningark
John Ningark (né le 17 mars 1944 à Repulse Bay (Territoires du Nord-Ouest) et mort le 17 novembre 2016 à Kugaaruk (Nunavut)) est un homme politique canadien au niveau territorial. Il est un ancien député de Natilikmiot de 1989 à 1999 à l'Assemblée législative des Territoires du Nord-Ouest et un député d'Akulliq à l'Assemblée législative du Nunavut de 2009 à 2013.